# Фенчжень
Фенчжень (кит. спр. 丰镇市, піньїнь: Fēngzhèn Shì) — місто-повіт у центральній частині Внутрішньої Монголії.

## Географія
Фенчжень лежить в горах Їньшань на висоті понад кілометр над рівнем моря.

### Клімат
Місто знаходиться у зоні, котра характеризується кліматом тропічних степів. Найтепліший місяць — липень із середньою температурою 20.9 °C (69.6 °F). Найхолодніший місяць — січень, із середньою температурою -11.4 °С (11.5 °F).
| Клімат Фенчженя         | Клімат Фенчженя | Клімат Фенчженя | Клімат Фенчженя | Клімат Фенчженя | Клімат Фенчженя | Клімат Фенчженя | Клімат Фенчженя | Клімат Фенчженя | Клімат Фенчженя | Клімат Фенчженя | Клімат Фенчженя | Клімат Фенчженя | Клімат Фенчженя |
| Показник                | Січ.            | Лют.            | Бер.            | Квіт.           | Трав.           | Черв.           | Лип.            | Серп.           | Вер.            | Жовт.           | Лист.           | Груд.           | Рік             |
| Середня температура, °C | −11,4           | −8,2            | −0,9            | 7,4             | 14,6            | 18,8            | 20,9            | 19,2            | 13,6            | 7,1             | −1,8            | −9,4            | 5,8             |
| Норма опадів, мм        | 2.6             | 4.3             | 9.5             | 19.3            | 28.1            | 51.8            | 99.6            | 102.3           | 47.6            | 21.1            | 7.2             | 1.6             | 395             |
| Днів з опадами          | 2,4             | 3               | 4,2             | 5,5             | 6,9             | 10,3            | 15,3            | 13,5            | 9               | 5,8             | 3,3             | 1,7             | 80,9            |
| Вологість повітря, %    | 55.4            | 53              | 47.2            | 42.9            | 44.3            | 50.8            | 65.2            | 69.6            | 64.2            | 60.6            | 58.7            | 58.7            | 55.9            |
| ----------------------- | --------------- | --------------- | --------------- | --------------- | --------------- | --------------- | --------------- | --------------- | --------------- | --------------- | --------------- | --------------- | --------------- |
| Джерело: Weatherbase    |                 |                 |                 |                 |                 |                 |                 |                 |                 |                 |                 |                 |                 |